# Centerfold (Lied)
Centerfold ist ein Lied der J. Geils Band aus dem Jahr 1981, das von Seth Justman geschrieben und produziert wurde. Es erschien auf dem Album Freeze Frame.

## Geschichte und Inhalt
Centerfold wurde am 13. September 1981 veröffentlicht. In den Vereinigten Staaten, Kanada und Australien wurde der New-Wave-Song ein Nummer-eins-Hit. In Billboard's All Time Top Songs erreichte Centerfold Platz 52.
Das Lied handelt von einem Mann, der schockiert ist, dass seine Jugendliebe aus seiner Highschool-Zeit als Pin-up in einem Männermagazin erscheint. Dabei kann er sich nicht zwischen Zorn und sexueller Erregung entscheiden.

## Musikvideo
Im Musikvideo führte Seth Justmans Bruder Regie. Die Schule, in der das Video gedreht wurde, verfügte über einen Ballsaal für die Schülerinnen, diese waren ebenfalls im Video zu sehen. Das Musikvideo zählt zu den ersten Videos, die bei MTV ausgestrahlt wurden.
Das Musikvideo beginnt, als Peter Wolf den Klassenraum betritt, ein Männermagazin durchblättert und bemerkt, dass seine Jugendliebe auf dem Centerfold (Ausfalter in der Mitte einer Zeitschrift) zu sehen ist. 
Mehrere Mädchen tanzen in Negligés durchs Klassenzimmer, dann erscheinen die Schülerinnen in Cheerleader-Uniformen im Stil der 1950er Jahre und bewerfen den Musiker mit Büchern. Das Video endet, als Wolf flüchtet.

## Kommerzieller Erfolg

### Chartplatzierungen
| ChartsChartplatzierungen       | Höchstplatzierung | Wochen |
| ------------------------------ | ----------------- | ------ |
| Deutschland (GfK)              | 13 (27 Wo.)       | 27     |
| Österreich (Ö3)                | 11 (4 Wo.)        | 4      |
| Schweiz (IFPI)                 | 4 (8 Wo.)         | 8      |
| Vereinigte Staaten (Billboard) | 1 (25 Wo.)        | 25     |
| Vereinigtes Königreich (OCC)   | 3 (9 Wo.)         | 9      |

| ChartsJahrescharts (1982)      | Platzierung |
| ------------------------------ | ----------- |
| Deutschland (GfK)              | 40          |
| Vereinigte Staaten (Billboard) | 5           |

### Auszeichnungen für Musikverkäufe
| Land/Region                  | Auszeichnungen für Musikverkäufe (Land/Region, Auszeichnung, Verkäufe) | Verkäufe  |
| ---------------------------- | ---------------------------------------------------------------------- | --------- |
| Kanada (MC)                  | Platin                                                                 | 100.000   |
| Neuseeland (RMNZ)            | 2× Platin                                                              | 60.000    |
| Vereinigte Staaten (RIAA)    | Gold                                                                   | 1.000.000 |
| Vereinigtes Königreich (BPI) | Silber                                                                 | 250.000   |
| Insgesamt                    | 1× Silber · 1× Gold · 3× Platin ·                                      | 1.410.000 |

## Coverversionen
- 1992: Tankard
- 1995: J.B.O. (Mei Alde is’ im Playboy drin)
- 1998: Fun Factory (Party with Fun Factory)
- 1999: Jive Bunny & the Mastermixers (Rock the Party)
- 2002: Captain Jack
- 2002: Hayseed Dixie
- 2003: Status Quo
- 2004: Die Lollies
- 2008: Frank Zander (Spaß ist für alle da)
- 2009: Perplexer
- 2022: DeSchoWieda